# Euhybus panamensis
Euhybus panamensis är en tvåvingeart som beskrevs av Charles Howard Curran 1931. Euhybus panamensis ingår i släktet Euhybus och familjen puckeldansflugor. Inga underarter finns listade i Catalogue of Life.